# Kid Koala
Pour les articles homonymes, voir Koala (homonymie).
Kid Koala est un « turntablist » canadien né à Vancouver en 1974, de son vrai nom Eric San.
Après quelques années de leçons de piano, il découvre le scratch au début de l'adolescence. Il déménage ensuite à Montréal, et devient DJ dans des boîtes de nuit. En 1995, lors d'une tournée en Amérique du Nord, il se fait remarquer par Jonathon More, patron du label Ninja Tune et l'un des musiciens du duo Coldcut. Il signe chez eux et y sort quelques EP et remix.
En 1998, il rejoint le groupe de Money Mark lors de sa tournée avec les Beastie Boys pour leur album Hello Nasty.
En 2000, il sort son premier album, Carpal Tunnel Syndrome, sur Ninja Tune, et  forme le groupe temporaire Deltron 3030 avec Del tha Funkee Homosapien et Dan the Automator pour un album éponyme. Il collabore par la suite à d'autres projets de Dan the Automator : Gorillaz, ainsi qu'avec Mike Patton dans Lovage, et plus personnellement avec lui dans Peeping Tom. En 2003, il publie une bande dessinée de 350 pages, puis il sort son deuxième album, Some of My Best Friends Are DJs .
Kid Koala construit ses morceaux à partir d'éléments totalement opposés, comme des cris de koala, du blues, du jazz, de l'harmonica, etc.

## Discographie
- 2000 : Carpal Tunnel Syndrome
- 2003 : Some of My Best Friends Are DJs
- 2005 : Live from the Short Attention Span Audio Theatre Tour
- 2006 : Your Mom's Favorite DJ
- 2010 : The Slew 100%
- 2012 : 12 Bit Blues
- 2017 : Music to Draw to: Satellite (featuring Emiliana Torrini)
- 2019 : Music to Draw to: Io (featuring Trixie Whitley)
- 2023 : Creatures of the Late Afternoon